# Affaire Roncarelli
Jugement complet
texte intégral
L'affaire Roncarelli Duplessis est une affaire judiciaire qui dura de 1946 à 1959 et opposa Maurice Duplessis, premier ministre et procureur général du Québec, à Frank Roncarelli, restaurateur et Témoin de Jéhovah. Elle fit jurisprudence en matière de liberté de religion au Canada. En droit constitutionnel, il s'agit d'une décision importante pour comprendre la notion d'État de droit au Canada. 

## L’origine
En 1946, l’organisation des Témoins de Jéhovah publie une brochure intitulée La haine ardente du Québec pour Dieu, pour le Christ et pour la liberté est un sujet de honte pour tout le Canada. Sa distribution fait scandale, et des centaines de Témoins de Jéhovah sont arrêtés. 
Frank Roncarelli, restaurateur à Montréal, paye les cautionnements de nombreux d’entre eux.  
Maurice Duplessis, premier ministre et procureur général du Québec, ordonne alors de révoquer le permis de vente d'alcool de Roncarelli, entraînant la ruine de son restaurant.
C’est en mars 1947 que, pour contrer la propagande des Témoins de Jéhovah, le gouvernement Duplessis dépose une loi permettant aux municipalités de règlementer la distribution de tracts. 

## Le procès
Frank Roncarelli poursuit Maurice Duplessis en lui réclamant 118 741 $. C'est le début d'une longue affaire qui ne se terminera que le 27 janvier 1959, date à laquelle la Cour suprême, ayant jugé que le premier ministre a commis un délit civil, lui ordonne, en sa qualité personnelle, de verser des dommages-intérêts.

## Ratio du jugement
Le ratio decidendi du jugement a été écrite par le juge Ivan Rand :  «  (p. 123) Refuser ou révoquer un permis parce qu'un citoyen exerce un droit incontestable qui n'a aucun rapport avec la vente d'alcool dans un restaurant dépasse le pouvoir discrétionnaire conféré à la Commission par la Loi sur les Liqueurs. Ce qui a été fait ici était hors du champ de compétences de la Commission et a fortiori du gouvernement ou de la partie défenderesse. L'acte du défendeur, par l'entremise de la Commission, a entraîné la violation d'une obligation légale publique implicite à l'égard du demandeur. La partie défenderesse n'avait pas d'immunité à l'égard d'une action en dommages-intérêts. Il n'avait aucune obligation à l'égard du demandeur et son acte constituait une intrusion dans les fonctions d'un organe statutaire. Sa responsabilité était donc engagée. Il ne peut être question de bonne foi lorsqu'un acte est commis avec une intention répréhensible et dans un but étranger à la loi même en vertu de laquelle l'acte est censé avoir été commis. Il n'était pas nécessaire de donner un avis d'action comme l'exige l'art. 88 du Code de procédure civile, étant donné que l'acte commis par le défendeur dépassait largement le cadre de toute fonction ou obligation qui lui avait été confiée jusqu'alors, au point qu'il s'agissait d'un acte accompli exclusivement à titre privé, même si, en fait, l'influence de la fonction publique et du pouvoir a pu lui être transférée. »
[...]
« (p. 142) Face à une réglementation administrative croissante des activités économiques, qu'une telle mesure et ses conséquences doivent être subies par la victime sans recours ni réparation, qu'une administration selon la loi doive être remplacée par une action dictée par et selon les goûts, aversions et objectifs arbitraires des fonctionnaires agissant au-delà de leur devoir, signalerait le début de la désintégration de l'État de droit comme un postulat fondamental de notre structure constitutionnelle.  »

## Dissidence du juge Cartwright
Le juge John Robert Cartwright a émis un avis dissident ; il dit que les tribunaux administratifs ont un pouvoir discrétionnaire de prendre certaines décisions et que la décision de la Commission des liqueurs entre dans le pouvoir qui lui a été conféré par l'Assemblée législative. Il utilise le concept de « dommage sans atteinte » (damnum sine injuria) pour qualifier la situation vécue par M. Roncarelli.
Le dossier de la Cour supérieure du Québec  Frank Roncarelli contre l'honorable Maurice Duplessis est conservé au centre d'archives de Montréal de Bibliothèque et Archives nationales du Québec.